# Гебзе
Гебзе (тур. Gebze) — місто і районний центр у провінції Коджаелі, Туреччина. Розташоване на березі Мармурового моря.

## Історія
У XV ст. османський султан Мехмед II Фатіх розбудував місто після його захоплення.

## Сучасність
У місті розташовані:
- Турецький метрологічний інститут (TÜBITAK UME)[3]
- На базі центру Мар мара функціонує вільна економічно-технологічна зона[4]
- Місто є кінцевим пунктом залізничного проєкту Мармарай.